# 한국토마토수출자조회
한국토마토수출자조회는 자조금의 조성 및 운용 등을 통한 토마토의 자율적 수급조절 및 판매촉진을 도모하고, 회원 간의 상호협력 및 정보교환으로 우수 토마토를 생산·판매·수출함으로써 생산 농업인의 소득증대와 토마토 산업의 발전 도모를 목적으로 2009년 11월 3일 설립된 대한민국 농림수산식품부 소관의 사단법인이다. 사무실은 경기도 고양시 일산동구 장항동 867 웨스턴돔1 제8층 제티2-811호에 있다.